# Broadcasting & Cable
Broadcasting & Cable (B&C) или Broadcasting+Cable — еженедельный отраслевой журнал-обозрение телекоммуникационной отрасли, издаваемый Future US. Ранее назывался Broadcasting, и Broadcasting and Broadcast Advertising Broadcasting-Telecasting. Основан в 1931 году под названием Broadcasting и был посвящён радио, со временем став освещать эфирное, а затем и кабельное телевидение. Первоначально выходил раз в две недели, с января 1941 года — еженедельно. B&C освещает деятельность телевидения в США: программинг, рекламу, регулирование, технологии, финансы и новости. В дополнение к журналу B&C управляет веб-сайтом, который предоставляет дорожную карту отрасли, которая находится в постоянном движении из-за сдвигов в технологиях, культуре и законодательстве, и предлагает форум для отраслевых дебатов и критики.

## История
Журнал был основан в Вашингтоне (округ Колумбия) Мартином Коделем, Солом Тайшоффом и бывшим президентом Национальной ассоциации телерадиовещателей Гарри Шоу. Первый выпуск был опубликован 15 октября 1931 года. Первоначально Шоу был издателем, Кодел — редактором, а Тайшофф управляющим редактором; когда Шоу ушёл на покой, Кодель стал издателем, а Тайшофф занял пост главного редактора. (Тайшофф также сменил Кодела в написании радиоколонки для Consolidated Press Association, оба использовали псевдоним «Роберт Мак»; они познакомились, освещая радио в Вашингтоне.) Изданием журнала занималась компания Broadcasting Publications, Inc. ; после ухода Шоу ею владели Кодел, Тайшофф и их жены. Кодель покинул журнал в январе 1943 года, чтобы работать в отделе по связям с общественностью Красного Креста на Североафриканском театре военных действий, но в выходных данных значился главным издателем до июня 1944 года, после чего Тайшофф и его жена выкупили долю Коделей в журнале. Затем Тайшофф занял пост издателя в дополнение к редактору.
Уже в 1932 году Broadcasting объединился с Broadcast Advertising, в 1933 году с Broadcast Reporter и в 1953 году с Telecast. С 26 ноября 1945 года журнал стал выходить под названием Broadcasting-Telecasting. 14 октября 1957 года слово Telecasting было исключено из титульного листа, но оставалось на титульной шапке до 5 января 1959 года. После этого и до 22 февраля 1993 года журнал назывался Broadcasting, а с 1 марта того же 1993 года стал выходить под современным названием.
В 1986 году Times Mirror Co. выкупила Broadcasting у семьи Тайшофф. В 1991 году журнал приобрела Cahners Publishing. В 2009 году преемник Cahners Reed Business Information продал TWICE, Broadcasting & Cable and Multichannel News компании NewBay Media, которую в 2018 году приобрела компания Future US. В 2020 году Future объединила Broadcasting & Cable со своей новой платформой Next TV.
С 1990 года журнал спонсирует ежегодный ужин, на котором около дюжины профессионалов отрасли вносятся в Зал славы телерадиовещания и кабельного телевидения (англ. Broadcasting + Cable Hall of Fame). В зал включены около 400 руководителей, талантов и шоу, в том числе Боб Айгер спортивного телеведущего и бывшего игрока НФЛ Фрэнка Гиффорд; психолог, писатель и телеведущий Фил Макгроу и певица, актриса и телеведущая Кэти Ли Гиффорд.